# علم التربية في المجال العام
تمثل التربية في المجال العام (PSP) نهجًا للمشاركة التعليمية التي تربط الأنشطة الصفية بالمشاركة المدنية الواقعية. تركز برامج PSP على ربط الواجبات والمحتوى والقراءات مع القضايا العامة المعاصرة. ثم يُطلب من الطلاب المشاركة مع أعضاء المجتمع في أشكال مختلفة من الخطاب العام والمشاركة الديمقراطية مثل الاجتماعات العامة وأحداث المناقشة العامة. من خلال هذه الأحداث، يتم تحدي الطلاب لممارسة المشاركة المدنية والخطاب المدني.

## الأسس النظرية
ترتكز أصول التربية في المجال العام نظريًا على تصور يورغن هابرماس للمجال العام.   في عمله الأساسي و هو التحول الهيكلي في المجال العام ، تصور هابرماس المجال العام كمساحة استطرادية شاملة تجمع فيها مواطنو المجتمع وناقشوا حول قضايا اليوم. جادل هابرماس بأن المجال العام البرجوازي الأوروبي الذي ظهر في مقاهي وصالونات القرن الثامن عشر يمثل شكلًا مثاليًا من المجال العام. الأفراد الذين يشاركون في المناقشة في هذه المساحات سيتبادلون وجهات نظرهم مع بعضهم البعض. يجادل هابرماس بأن هذا اللقاء الجدلي كان جزءًا هامًا من الحياة الاجتماعية للمرء حيث يمكن للأفراد، كجزء من جمهور أكبر، بناء الرأي العام من خلال الخطاب العقلاني الناقد. جادل هابرماس بأن هذه المناقشات عملت على سد الفجوة بين الدولة والشعب من خلال خلق ما أسماه «المجتمع المدني». علاوة على ذلك، جادل هابرماس بأن المجال العام الفعال أمر بالغ الأهمية للحفاظ على نظام ديمقراطي صحي وديمقراطية تداولية.
تطور هذا المفهوم التقليدي للمجال العام وجهًا لوجه مع اختراع التقنيات عبر الإنترنت. لم يعد المجال العام يتطلب إعدادًا ماديًا، ولكنه يمكن أن يظهر في الفضاء الإلكتروني. توسعت مناقشات المقهى المثالية من قبل هابرماس لتشمل المدونات ومنتديات المناقشة ومقاطع الفيديو عبر الإنترنت. يناقش هنري جيرو على وجه الخصوص دور وسائل الإعلام الجديدة في المجال العام والتربية العامة. ومع ذلك، يناقش العلماء ما إذا كان الاتصال بوساطة الكمبيوتر في بيئة عبر الإنترنت يشكل بالفعل مجالًا عامًا عاملاً أم مجرد مساحة عامة. 

## التطبيقات

### اجتماع مجلس المدينة
اجتماعات قاعة المدينة هي طريقة واحدة تم دمج علم التربية في المجال العام في المناهج الدراسية. بدأ هذا الحدث في جامعة ولاية كاليفورنيا ، شيكو في عام 2007. تتطلب الفصول الدراسية المشاركة في حدث مبنى البلدية من الطلاب البحث والكتابة حول القضايا المثيرة للجدل. ثم يأتي الطالب مع زملاء الدراسة وطلاب من الفصول الأخرى وأعضاء هيئة التدريس وأعضاء المجتمع. خلال اجتماع مبنى البلدية، ينتقل المشاركون إلى جلسات جانبية لمشاركة عملهم والمشاركة في مناقشات حول مواضيعهم. يدير أعضاء هيئة التدريس وأعضاء المجتمع المحلي هذه المناقشات، ويتبادلون آراء الخبراء، وينقلون الطلاب نحو مزيد من التطوير لعملهم.

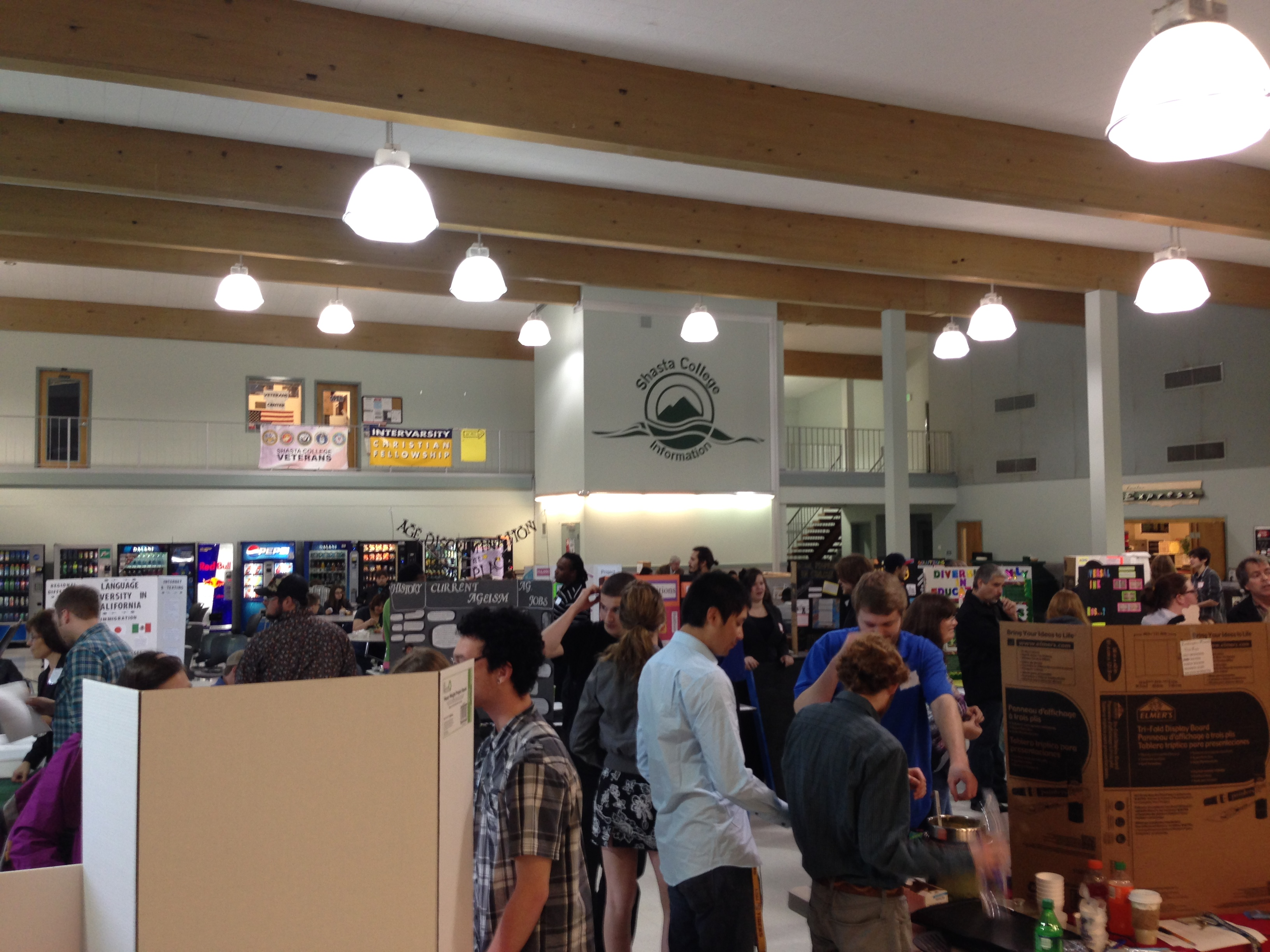
يشارك الطلاب في عرض الملصقات التفاعلية في مناظرة كلية شاستا الكبرى

### النقاش العظيم
يستخدم النقاش الكبير أيضًا علم التربية في المجال العام كأساس له. بدأ هذا الحدث في جامعة ولاية كاليفورنيا، شيكو في عام 2010  ومنذ ذلك الحين تم تنفيذه في كلية بوتي، وكلية شاستا،  وكلية شابوت. تتطلب المناقشة العظيمة أن يقوم الطلاب من مجموعة متنوعة من الفصول بالبحث والكتابة عن موضوع مثير للجدل. تراوحت هذه المواضيع نت الماء والزراعة  إلى الصحة النفسية. الحدث مفتوح للجمهور. يقدم الطلاب عروض تقديمية فردية وجماعية، وينخرطون في مناقشات رسمية، ويخرجون إلى جلسات مناقشة، ويعرضون عروض ملصقات تفاعلية. كما يشارك أعضاء المجتمع والمسؤولين العموميين كمنسقين وقادة للمناقشة ومناظرين. على عكس اجتماعات مبنى البلدية، التي تتم عادة في ممتلكات الحرم الجامعي، يتم استضافة المناقشة الكبرى في الأماكن العامة بما في ذلك غرف مجلس المدينة والمكتبات العامة.

### برنامج أصوات الطلاب
برامج أصوات الطلاب هي نوع من مبادرات المشاركة المدنية التي تم تنفيذها في العديد من المدارس الثانوية في الولايات المتحدة. يحتوي المنهج على طلاب المدارس الثانوية يبحثون ومهام الفصل كاملة حول القضايا الحالية في الحكومة والمرشحين في الانتخابات المحلية. ثم يتصل الطلاب بالمجتمعات الخارجية عبر المجال العام الرقمي وينخرطون في أحداث «التحدث خارجًا» المعتدلة. تم تنفيذ برامج أصوات الطلاب بنجاح في المناهج الدراسية في سياتل  وبنسلفانيا  المناطق التعليمية.

## النقد
تخضع أصول التدريس في المجال العام بطبيعتها لكثير من الانتقادات لتصور هابرماس للمجال العام. أهمها الطبيعة الاستبعاد التقليدية. تم وصف المجال العام البرجوازي، كما قدمه هابرماس، بأنه أبوي للغاية،  وغافل عن وجود الأنماط الأنثوية  والعامة. القلق هنا هو أنه كنموذج للمجال العام البرجوازي، قد تؤدي تطبيقات علم التربية في المجال العام إلى إبعاد الطلاب وأفراد المجتمع غير المعتادين على هذا النوع من التجارب الديالكتيكية. بالإضافة إلى طبيعته الإقصائية، تم توجيه الانتباه أيضًا إلى امتياز هابرماس في مجال عام مهيمن. يجادل مايكل وارنر في أن المجال العام البرجوازي كان مهيأً لأولئك القلائل المتميزين الذين شكلوا الطبقة العليا القوية. في حين أن الطلاب المشاركين في تطبيق علم التربية في المجال العام يتلقون تدريبًا خاصًا في فصولهم الدراسية، فإن ذلك لا ينطبق بالضرورة على أفراد المجتمع الذين يشاركون. يرسم تدريب الطلاب المتخصص هذا نقدين. أولاً، إن تصور البيداغوجيا العامة كشكل من أشكال التعليم يخاطر بمسح التعددية التي تعتبر أساسية لكونها عامة.  إن تدريب الأفراد على كيفية أن يكونوا مواطنين «صالحين» يصف العمل بطريقة تحد من نطاق السياسة والمجال العام. ثانياً، إن تصور التربية العامة كشكل من أشكال التعلم يخاطر بتفوق السياسة مع التعليم. تحويل القضايا السياسية والاجتماعية إلى مشاكل تعلم يفرز القضايا بدلاً من جعلها مسؤولية الجمهور.